# Nuweiba

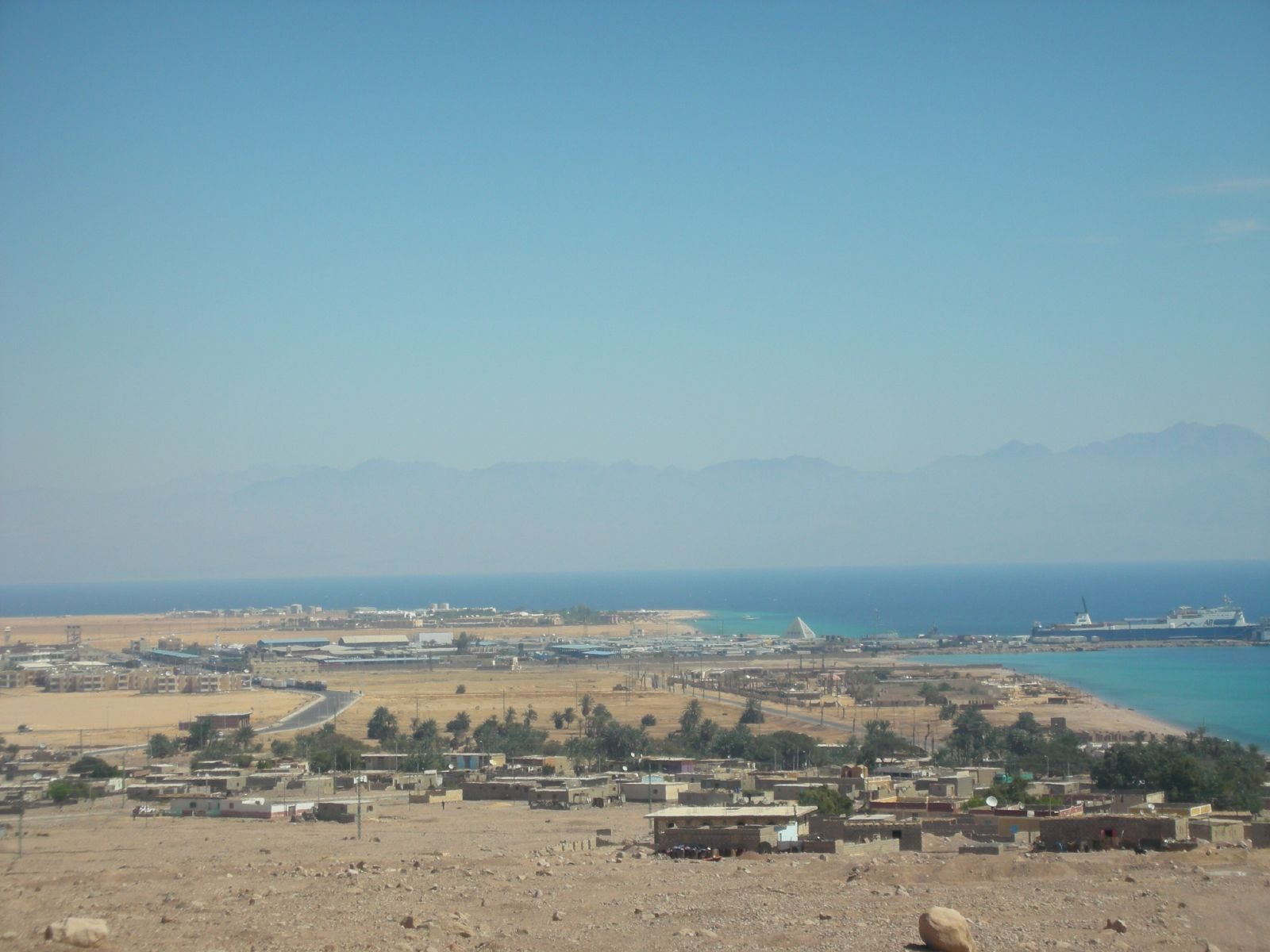
Port de Nuweiba

Nuweiba (arabe : نويبع) est une ville côtière du sud-est de la région du Sinaï, sur le golfe d'Aqaba, en Égypte.

## Galerie d'images

Nuweiba - نويبع
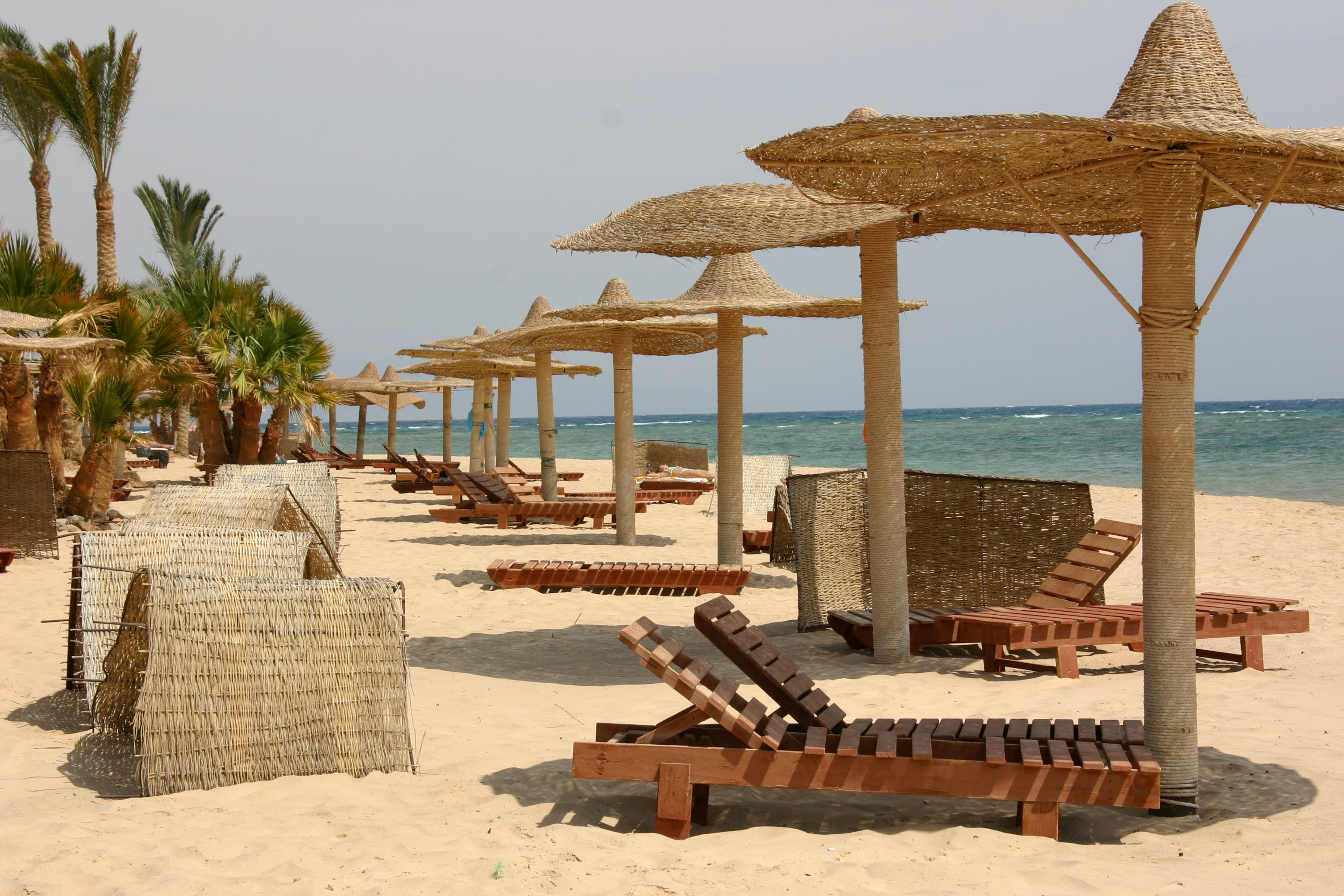
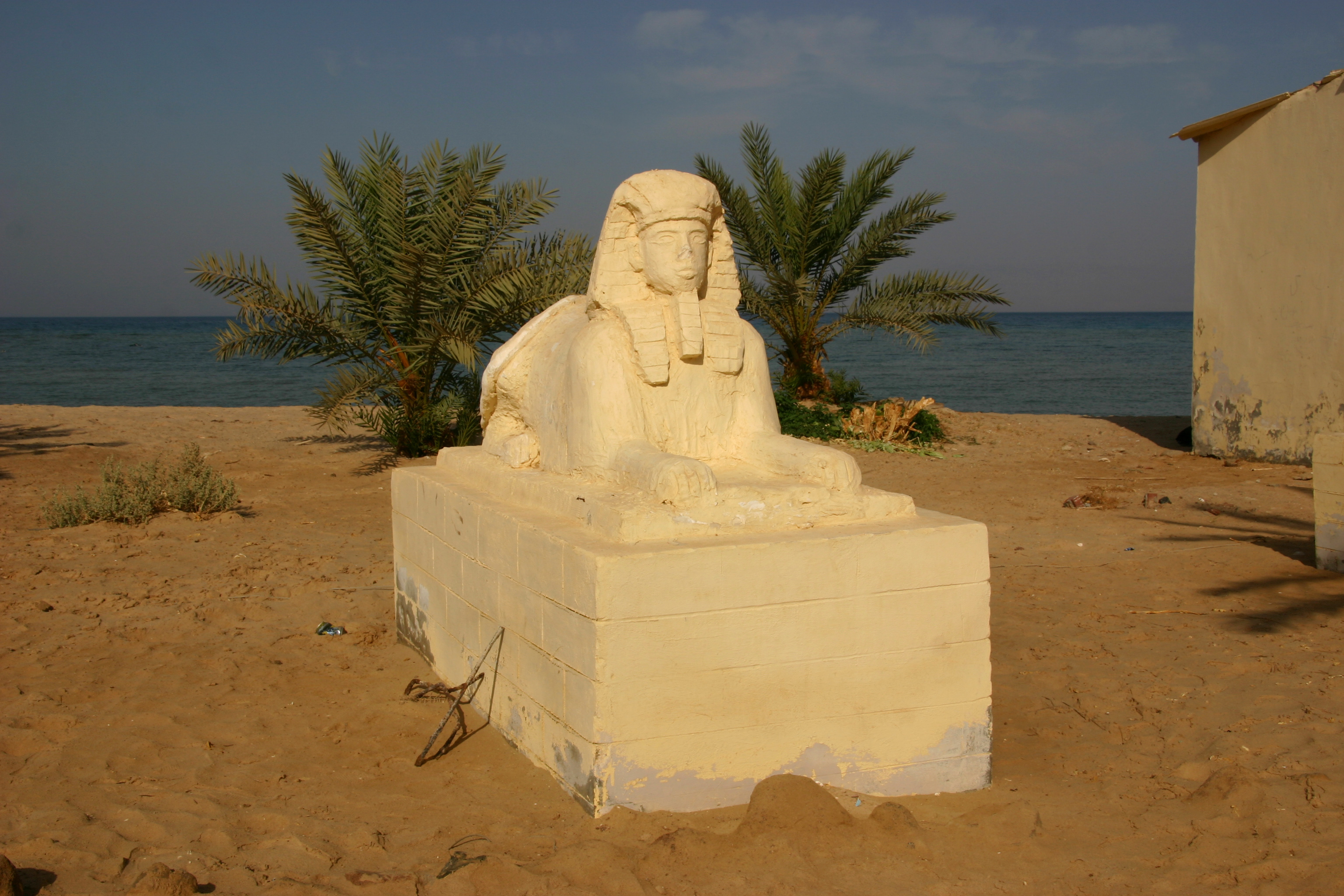
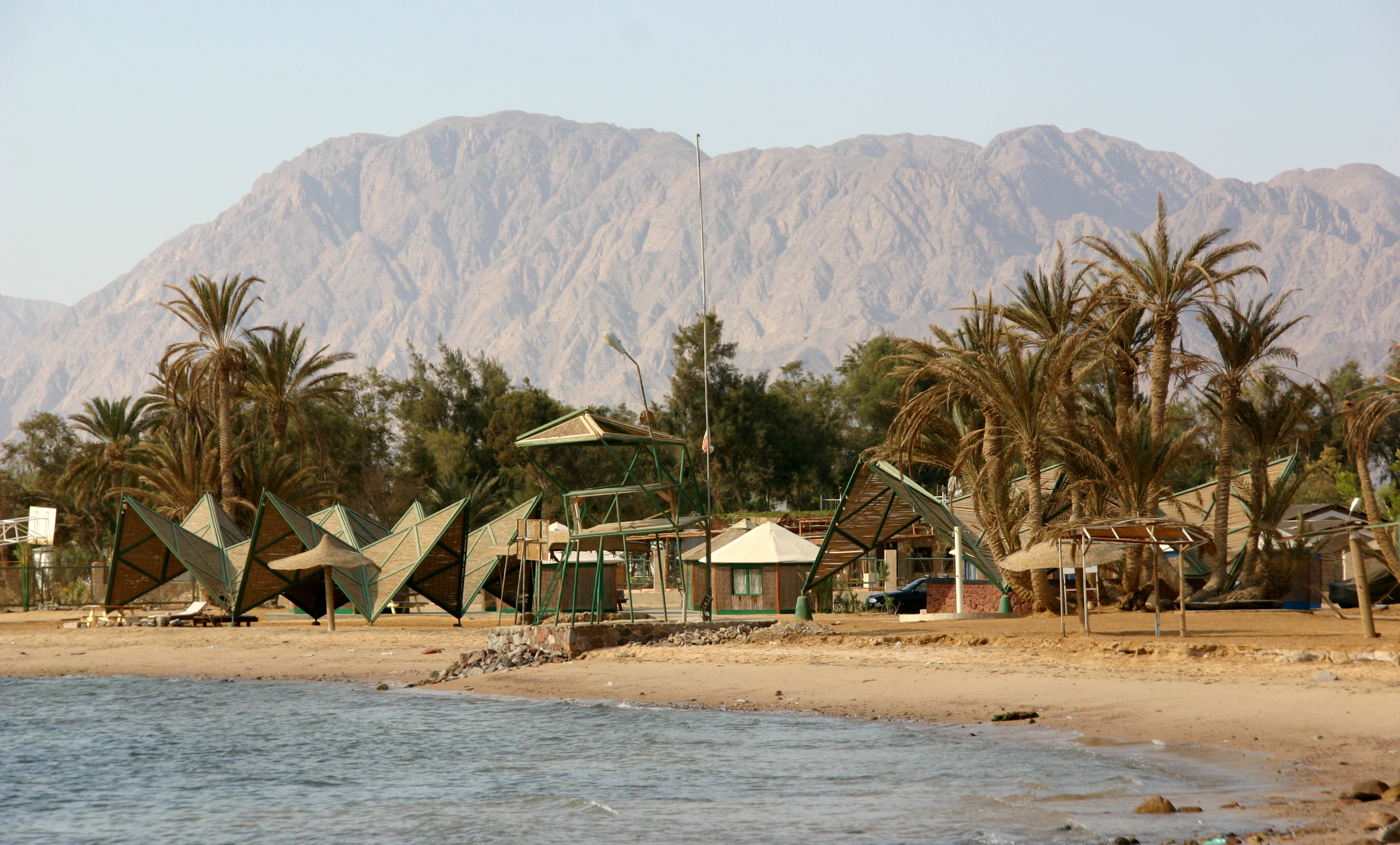
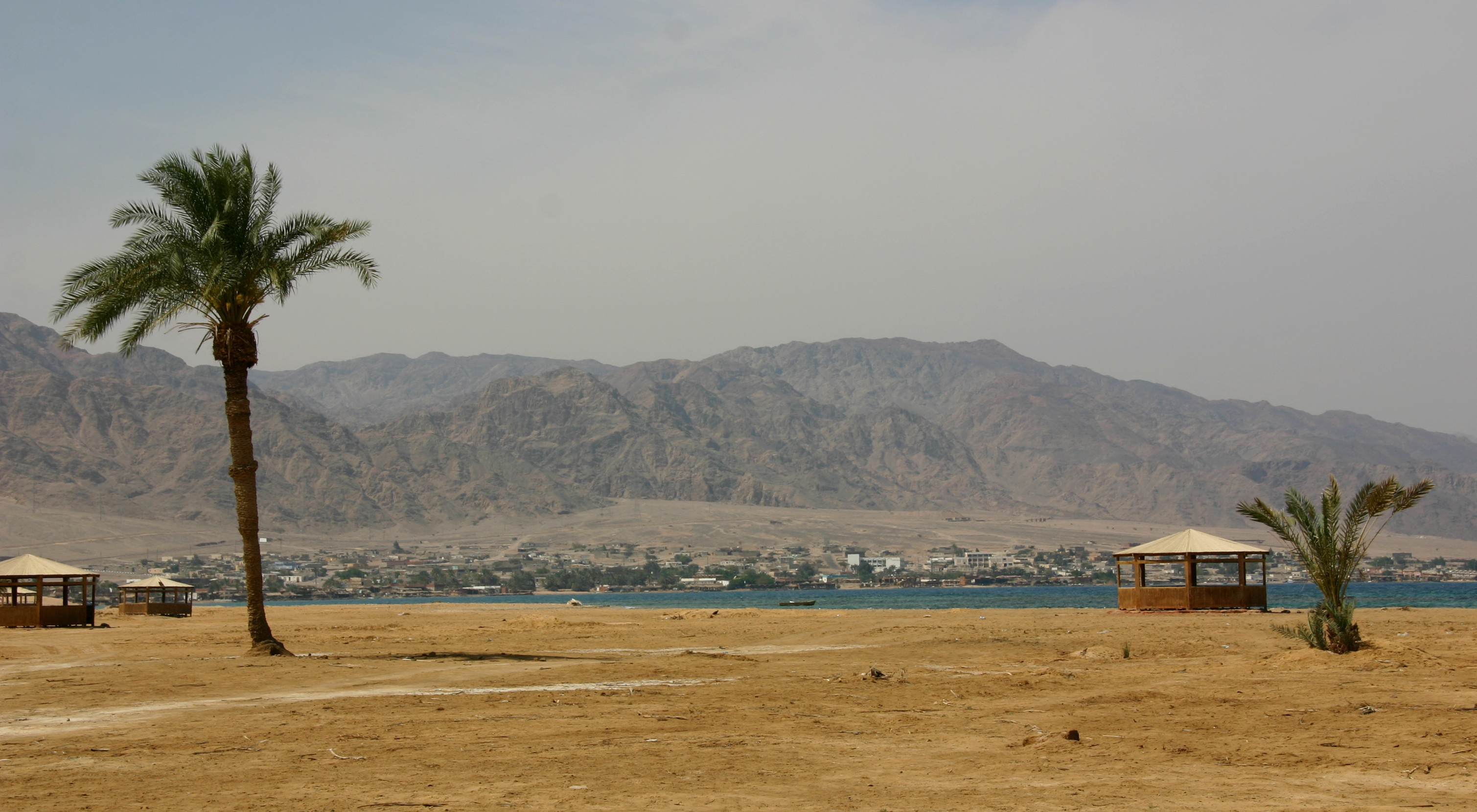
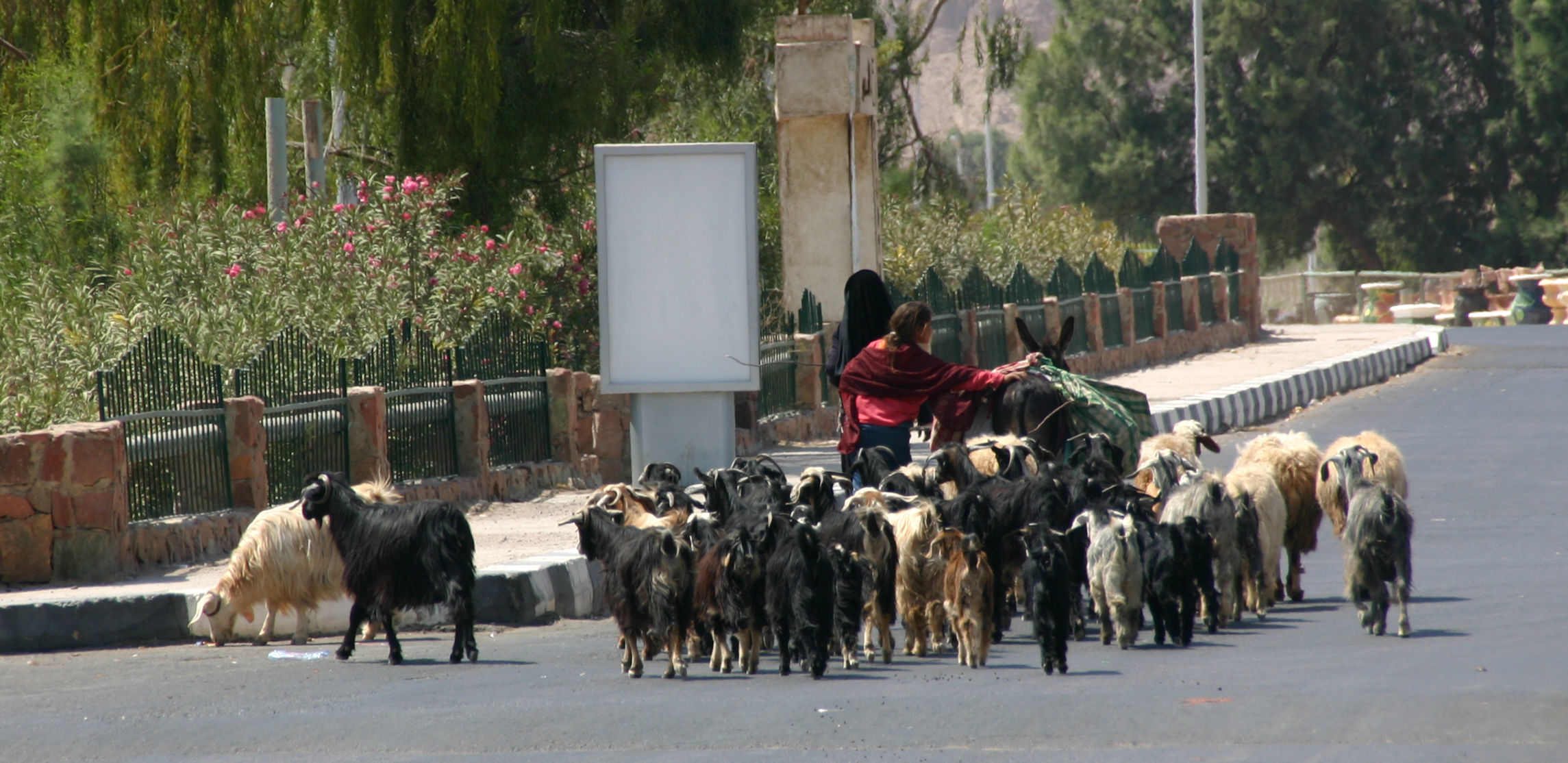
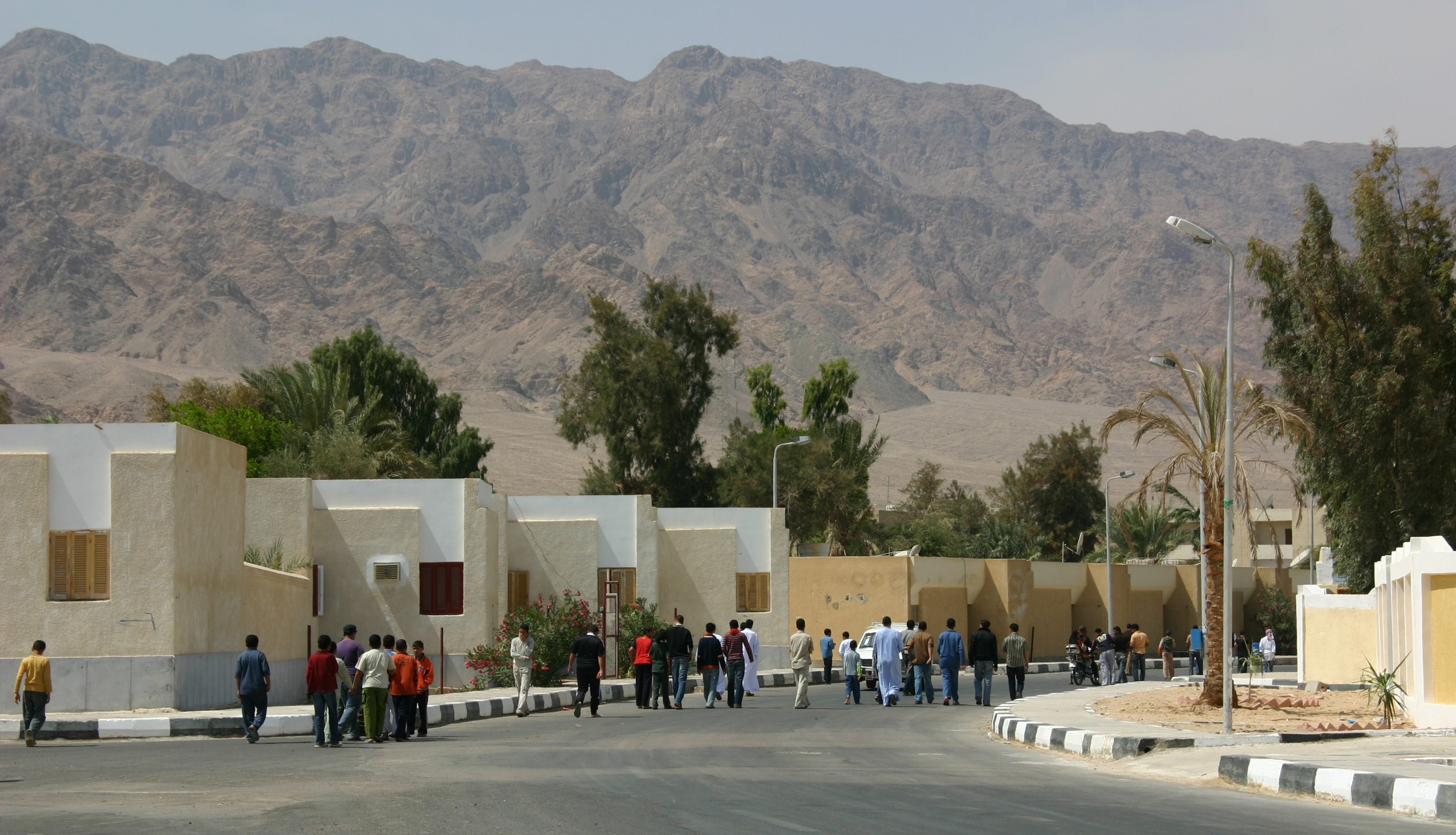
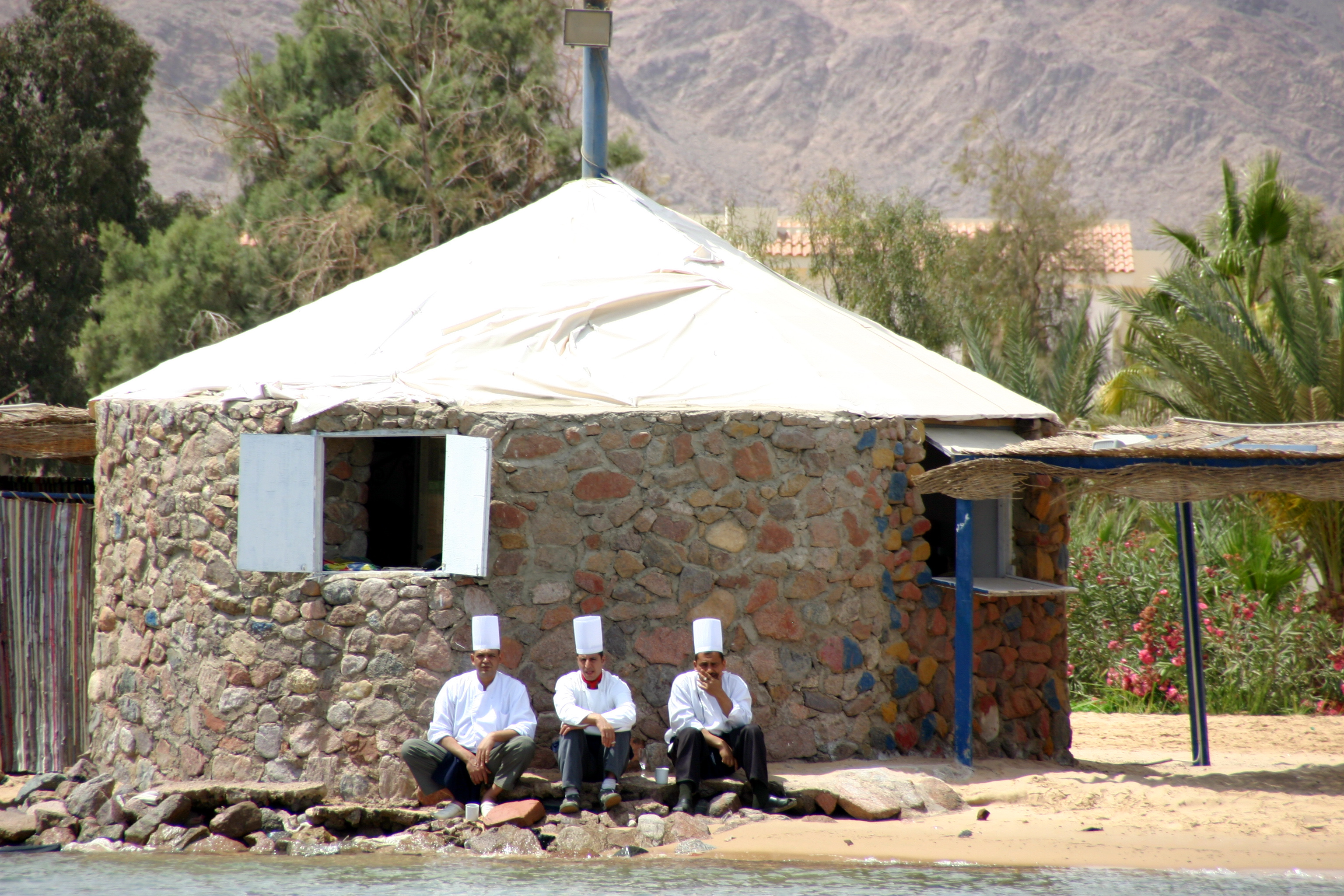
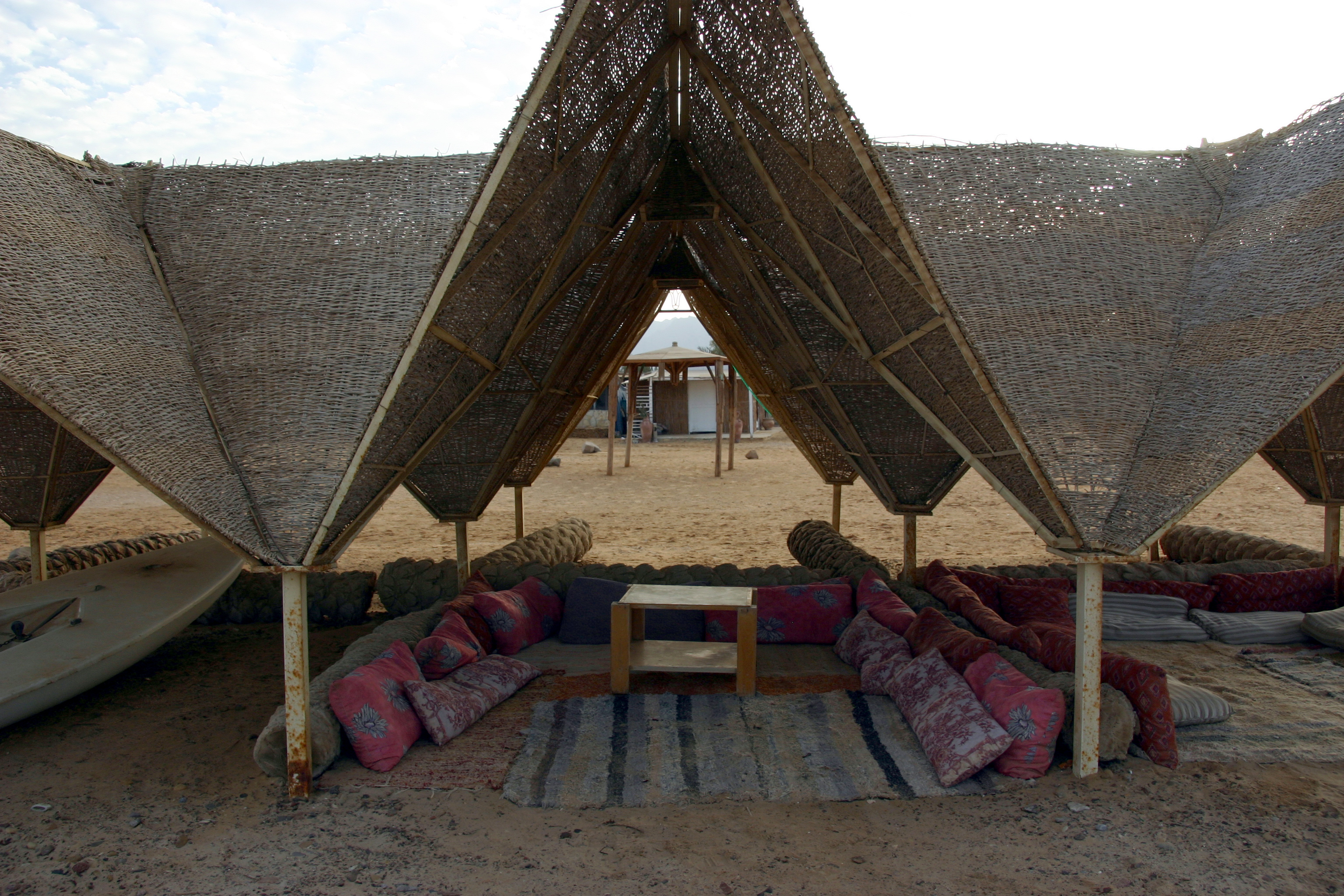
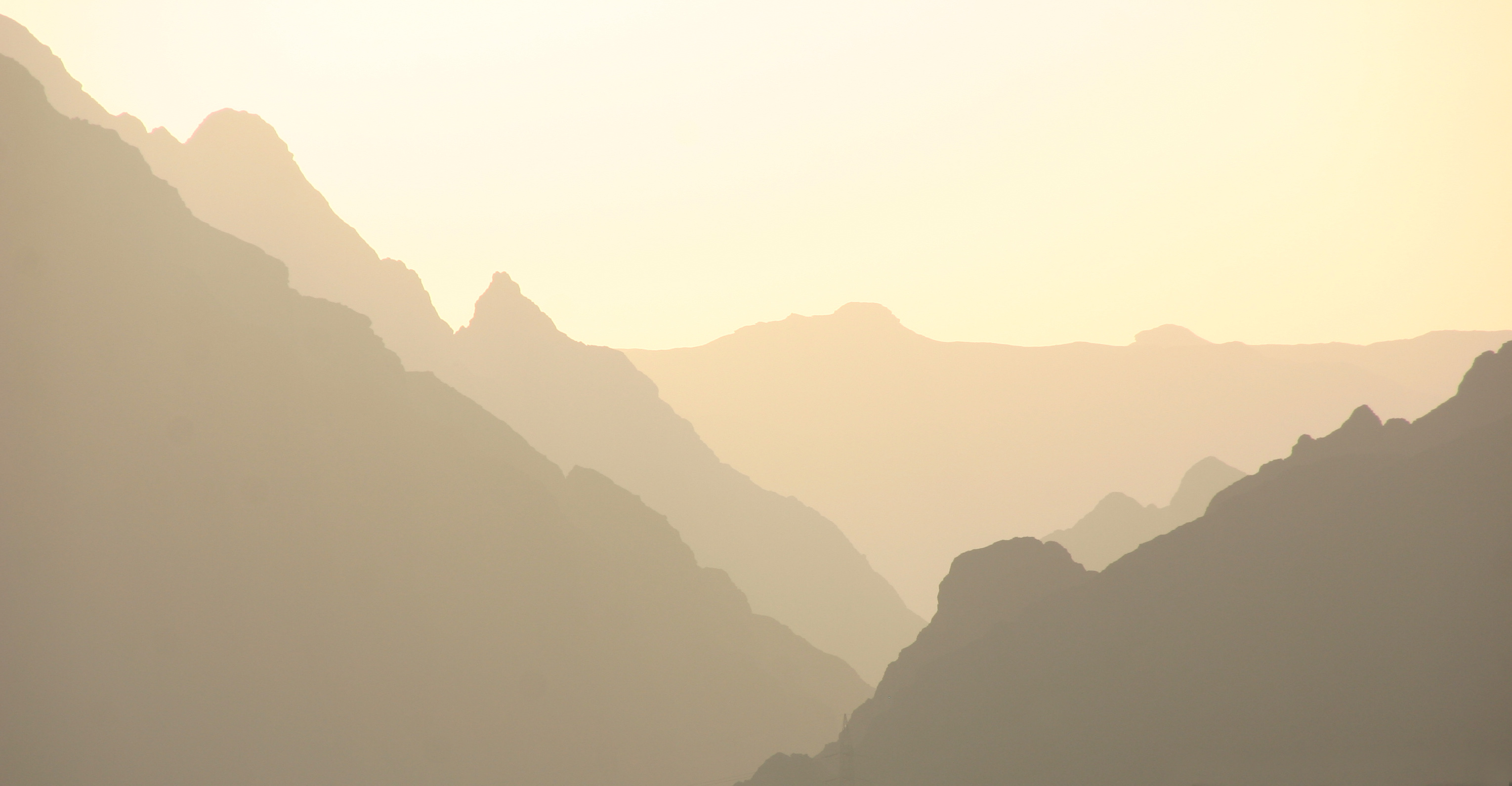